# Engmansgrundet
Engmansgrundet, finska: Engmaninsaari, är en ö i Finland. Den ligger i Bottenviken och i kommunen Jakobstad i den ekonomiska regionen  Jakobstadsregionen i landskapet Österbotten, i den nordvästra delen av landet. Ön ligger omkring 85 kilometer nordöst om Vasa och omkring 410 kilometer norr om Helsingfors.
Öns area är 3,8 hektar och dess största längd är 400 meter i nord-sydlig riktning. I omgivningarna runt Engmansgrundet växer i huvudsak barrskog.